# Night and Day (album av Joe Jackson)
Night and Day är ett musikalbum av Joe Jackson lanserat 1982. Albumet var hans femte studioalbum och gavs ut av bolaget A&M Records. Albumet blev och har förblivit Jacksons bäst säljande skiva. Det innehåller Jacksons kändaste låt "Steppin' Out" vilken blev en internationell singelhit, samt den mindre hitsingeln "Breaking Us in Two". Albumets titel är tagen från en låt av Cole Porter vilken också har inspirerat till stilen på albumet.

## Låtlista
1. "Another World" - 4:00
2. "Chinatown" - 4:08
3. "T.V. Age" - 3:45
4. "Target" - 3:52
5. "Steppin' Out" - 4:34
6. "Breaking Us in Two" - 4:57
7. "Cancer" - 6:06
8. "Real Men" - 4:05
9. "A Slow Song" - 7:13

## Listplaceringar
- Billboard 200, USA: #4[1]
- UK Albums Chart, Storbritannien: #3[2]
- Nederländerna: #3[3]